# Scapteriscus grossi
Scapteriscus grossi är en insektsart som beskrevs av Nickle 2003. Scapteriscus grossi ingår i släktet Scapteriscus och familjen mullvadssyrsor. Inga underarter finns listade i Catalogue of Life.